# Angelo Massimino Stadion
Az Angelo Massimino Stadion (olaszul: Stadio Angelo Massimino korábbi nevén Stadio Cibali) egy olasz labdarúgó-stadion Cataniában. Jelenleg a Catania labdarúgócsapata hazai mérkőzéseit játssza itt. Befogadóképessége 21 530 fő. A stadion 1937-ben épült, mai nevét 2002-ben vette fel, az akkori elnökről Angelo Massiminóról. 2007. február 2-án egy Palermo elleni mérkőzésen, botrány tört ki, melyben egy rendőr életét vesztette. A szövetség határozata alapján február 14-től június 30-ig a stadiont bezárták.

## Lásd még
- Catania
- Calcio Catania